# Государственный нефтяной фонд Азербайджанской Республики
Государственный нефтяной фонд Азербайджанской Республики (азерб. Azərbaycan Respublikası Dövlət Neft Fondu (ARDNF); англ. The State Oil Fund of the Republic of Azerbaijan (SOFAZ); русская аббр. — ГНФАР) — суверенный фонд Азербайджана, целью которого является управление нефтяными сверхдоходами.

## Общие сведения
Фонд создан 29 декабря 1999 года.  29 декабря 2000 года было принято положение о ГНФАР. В июле 2001 года утверждены правила размещения средств Фонда.
ГНФАР приступил к работе с июля 2001 года.
В 2007 году ГНФАР был удостоен Награды ООН за государственную службу. В феврале 2009 года Азербайджан был принят в качестве полноправного члена Инициативы прозрачности в нефтяной промышленности.
Большую часть доходов фонда от нефти и газа составляют доходы от продажи нефти и газа в рамках государственной доли Азербайджана в проектах Азери — Чираг — Гюнешли и Шах-Дениз. Кроме того, от реализации проекта Азери — Чираг — Гюнешли согласно соглашению о разделе продукции Фонд получает также бонусные выплаты в размере 450 миллионов долларов в год.
Основными расходами фонда является ежегодный трансферт в государственный бюджет.
Фонд играет важную роль в формировании государственного бюджета Азербайджана. Также фондом осуществляется финансирование социально значимых проектов в Азербайджане.

## Цели деятельности
Целью деятельности ГНФАР является создание финансовых резервов Азербайджана за счёт дополнительных доходов от углеводородного сырья.
Основные задачи:
- поддержание макроэкономической стабильности посредством защиты экономики страны от возможного отрицательного влияния роста внешних валютных поступлений
- развитие ненефтяного сектора Азербайджана
- накопление и сбережение доходов, полученных от продажи нефтегазовых ресурсов
- направление части нефтяных доходов на социальное и экономическое развитие страны

## Структура
Руководство ГНФАР осуществляет Исполнительный директор, назначаемый и освобождаемый от должности Президентом Азербайджана.
Исполнительный директор имеет право издавать акты об управлении и размещении валютных средств ГНФАР
Общий контроль над деятельностью фонда осуществляется Наблюдательным Советом.

## Доходы и расходы
Источники формирования доходов ГНФАР:
- Доля Азербайджана от выручки от экспорта углеводородов согласно соглашению о разделе продукции[6]
- Акционные сборы, уплачиваемые иностранными инвесторами за использование контрактных площадей для освоения углеводородных ресурсов
- Доходы от транзита нефти и газа через территорию Азербайджана
- Доходы от управления активами ГНФАР
- Бонусы по нефтяным и газовым соглашениям, выплачиваемые инвесторами

Направления расходов ГНФАР:
- трансферт в государственный бюджет
- решение неотложных общенациональных проблем
- строительство и реконструкция инфраструктуры, объектов стратегического значения

Согласно закону Азербайджана «О бюджетной системе», расходы ГНФАР являются составной частью сводного государственного бюджета страны, и вместе с государственным бюджетом ежегодно рассматриваются и утверждаются парламентом.
Деятельность Нефтяного фонда по управлению валютными средствами осуществляется согласно Правилам хранения, размещения и управления валютными средствами Государственного нефтяного фонда Азербайджана, утверждённым указом Президента АР № 511 от 19 июня 2001 года.
Процесс составления и исполнения бюджета Фонда регулируются правилами составления и исполнения программы (бюджета) годовых доходов и расходов Государственного нефтяного фонда Азербайджана, утвержденными указом Президента АР № 579 от 12 сентября 2001 года.

## Инвестиционная политика
Базовой валютой инвестиционного портфеля ГНФАР определён доллар США. Согласно инвестиционной политике Фонда, инвестиционный портфель на 65 % сформирован из активов в долларах США, 20 % — в евро, 5 % — в фунтах стерлингах, 10 % — в других валютах.
С 2012 года в инвестиционный портфель Фонда включены акции. Фонд стремится диверсифицировать инвестиционный портфель по различным финансовым инструментам.
В соответствии с инвестиционной политикой Фонда 50 % от общей стоимости долгосрочного инвестиционного портфеля могут быть вложены в долговые обязательства и инструменты денежного рынка, 25 % — в акции, 10 % — в золото и до 15 % — в недвижимость.
Портфель акций состоит из акций, котирующихся на фондовых биржах, и прямых инвестиций.
По итогам третьего квартала 2022 года портфель акций Фонда составил 18,7 %. Он включает 24 страны и более 1500 крупных компаний.
На 2023 год инвестиционный портфель Фонда состоит в основном из ценных бумаг с фиксированным доходом. Фондом осуществляется 3400 инвестиций в 17 валютах в более чем 60 странах мира.

## Статистика
На 1 июля 2024 года активы Фонда составили 58 млрд долл.
Доходы фонда от проекта Шах-Дениз в 2022 году составили 1,4 млрд долл США, в 2023 — 1,3 млрд долл США.
| Год  | Доходы       | Расходы      | Трансферты в государственный бюджет |
| ---- | ------------ | ------------ | ----------------------------------- |
| 2022 | 16 866 540,3 | 7 988 335,2  | 7 923 000                           |
| 2023 | 21 661 900,4 | 11 832 650,1 | 11 737 630                          |
| 2024 | 14 109 215,6 | 12 904 943,4 | 12 781 000                          |

## Финансируемые проекты
Фонд осуществляет финансирование в существенном объёме стратегически важных для страны социально-экономических проектов. Направления финансирования выбираются в начале каждого года согласно ежегодному указу президента АР о государственном бюджете.
ГНФАР за период деятельности осуществил финансирование слeдующих проектов в рамках доли участия Азербайджанской Республики:
- строительство нефтепровода Баку — Тбилиси — Джейхан
- строительство водопровода Огуз — Габала — Баку, обеспечившего питьевой водой г. Баку
- формирование уставного капитала Азербайджанской инвестиционной компании  (АИК)
- строительство железной дороги Баку — Тбилиси — Карс
- программа по обучению азербайджанских студентов за рубежом на период 2007—2015 годов
- строительство нефтеперерабатывающего завода «Star» в Турции
- прокладка газопровода TANAP
- строительство новой современной плавучей буровой установки в Каспийском море

ГНФАР продолжает финансирование слeдующих проектов:
- помощь беженцам и вынужденным переселенцам из Нагорного Карабаха;
- реконструкция Самур-Апшеронской ирригационной системы
- государственнaя программа по повышению международной конкурентоспособности системы высшего образования в Азербайджане на 2019—2023 годы
- государственная программа обучения молодёжи в престижных высших учебных заведениях зарубежных стран на 2022—2026 годы

В 2023 году фондом на реализацию программы по повышению международной конкурентоспособности системы высшего образования в Азербайджане выделено 38,5 млн. манат. В 2024 году на реализацию данной программы будет выделено 33,5 млн. манат. В рамках этой программы осуществляется финансирование программ двойного диплома между ВУЗами Азербайджана и ведущими зарубежными ВУЗами, финансирование обучения в докторантуре граждан Азербайджана за рубежом.
На финансирование программы обучения молодёжи в престижных высших учебных заведениях зарубежных стран в 2023 году выделено 36,7 млн манат. В 2024 году на реализацию данной программы планируется выделение 47,5 млн манат. В рамках программы финансируется обучение 400 человек (320 чел. в магистратуре, 80 — в бакалавриате).